# Fabia concharum
Fabia concharum är en kräftdjursart som först beskrevs av M. J. Rathbun 1893.  Fabia concharum ingår i släktet Fabia och familjen Pinnotheridae. Inga underarter finns listade i Catalogue of Life.